# Charlotte Bankes
Charlotte Bankes (Hemel Hempstead, 10 juni 1995) is een Brits-Franse snowboardster. Ze vertegenwoordigde Frankrijk op de Olympische Winterspelen 2014 in Sotsji en op de Olympische Winterspelen 2018 in Pyeongchang.

## Carrière
Bij haar wereldbekerdebuut, in december 2013 in Montafon, eindigde Bankes op de negende plaats. Tijdens de Olympische Winterspelen van 2014 in Sotsji eindigde de Française als zeventiende op de snowboardcross. Op de FIS wereldkampioenschappen snowboarden 2015 in Kreischberg eindigde Bankes als achtste op het onderdeel snowboardcross. Op 21 maart 2015 boekte de Française in La Molina haar eerste wereldbekerzege. In de Spaanse Sierra Nevada nam ze deel aan de FIS wereldkampioenschappen snowboarden 2017. Op dit toernooi eindigde ze als 21e op het onderdeel snowboardcross. Tijdens de Olympische Winterspelen van 2018 in Pyeongchang eindigde Bankes als zevende op de snowboardcross.
In de zomer van 2018 wisselde ze de Franse nationaliteit voor de Britse. Op de FIS wereldkampioenschappen snowboarden 2019 in Park City veroverde Bankes de zilveren medaille op de snowboardcross. In Idre Fjäll nam ze deel aan de FIS wereldkampioenschappen snowboarden 2021. Op dit toernooi werd ze wereldkampioene op snowboardcross.

## Resultaten

### Olympische Winterspelen
| Jaar | Plaats      | Resultaten         |
| ---- | ----------- | ------------------ |
| 2014 | Sotsji      | 17e Snowboardcross |
| 2018 | Pyeongchang | 7e Snowboardcross  |

### Wereldkampioenschappen
| Jaar | Plaats        | Resultaten         |
| ---- | ------------- | ------------------ |
| 2015 | Kreischberg   | 8e Snowboardcross  |
| 2017 | Sierra Nevada | 21e Snowboardcross |
| 2019 | Park City     | Snowboardcross     |
| 2021 | Idre Fjäll    | Snowboardcross     |

### Wereldbeker
Eindklasseringen
| Seizoen   | SBX |
| --------- | --- |
| 2013/2014 | 8e  |
| 2014/2015 | 7e  |
| 2016/2017 | 6e  |
| 2017/2018 | 4e  |
| 2018/2019 | 4e  |
| 2019/2020 | 9e  |

Wereldbekerzeges
| Datum           | Plaats     | Onderdeel      |
| --------------- | ---------- | -------------- |
| 21 maart 2015   | La Molina  | Snowboardcross |
| 25 maart 2017   | Veysonnaz  | Snowboardcross |
| 27 januari 2018 | Bansko     | Snowboardcross |
| 5 maart 2021    | Bakoeriani | Snowboardcross |